# 강영수 (1973년생 야구 선수)
강영수(姜永守, 1973년 6월 19일 ~ )은 전 KBO 리그 야구 선수의 외야수로 활약했다. 이후 사파초 야구부 감독이었다. 

## 출신학교
- 1989년 ~ 1992년 : 마산고등학교
- 1992년 ~ 1996년 : 연세대학교 (1992학번)